# تری‌اکسان

ایزومرهای تری‌اکسان:۱٬۲,۳-تری‌اکسان (چپ), ۱٬۲,۴-تری‌اکسان (وسط), و ۱٬۳,۵-تری‌اکسان (راست)

تری‌اکسان‌ها(به انگلیسی: Trioxane) اصطلاحی است که به سه ایزومر ساختاری ترکیبات آلی حلقوی با سه اتم کربن و سه اتم اکسیژن گفته می‌شود. فرمول مولکولی این ترکیبات به صورت C3H6O3. می‌باشد و شامل سه ایزومر زیر است:
- ۱٬۲٬۳-تری‌اکسان:این ترکیب، ترکیبی فرضی بوده و به طور آزمایشگاهی مشاهده نشده است.[۱]
- ۱٬۲٬۴-تری‌اکسان:این ترکیب نیز به طور آزمایشگاهی مشاهده نشده است.[۲]
- ۱٬۳٬۵-تری‌اکسان:کاربرد عمده این ماده در صنایع پلاستیک سازی و همچنین به عنوان سوخت است.